# Asonancia
La asonancia o rima asonante es una figura retórica que consiste en la repetición de las vocales de una palabra en otra, a partir de la sílaba tónica. La asonancia se diferencia de la consonancia en que la semejanza que establece entre dos palabras es solo parcial (coinciden las vocales, pero no las consonantes).

## Ejemplos de asonancia
- Romance de Abenamar: "...¿Qué castillos son aquellos? / altos son y relucían / el Alhambra era, señor / y la otra la Mezquita... (relucían / Mezquita)
- Gustavo Adolfo Bécquer (Rimas): "... verdes los tuvo Minerva / y verdes son las pupilas / de las hurís del profeta..." (Minerva / profeta)
- Joaquín Sabina (Pongamos que hablo de Madrid): "... El sol es una estufa de butano / la vida un metro a punto de partir / hay una jeringuilla en el lavabo/ pongamos que hablo de Madrid (butano / lavabo, partir / Madrid)